# Generali Ladies Linz 2015
Generali Ladies Linz 2015 — жіночий тенісний турнір, що проходив на закритих кортах з твердим покриттям. Це був 29-й за ліком Linz Open. Належав до категорії International у рамках Туру WTA 2015. Відбувся на TipsArena Linz у Лінці (Австрія). Тривав з 12 до 18 жовтня 2015.

## Очки і призові

### Нарахування очок
| Дисципліна       | П   | Ф   | ПФ  | ЧФ | 1/8 | 1/16 | Q   | Q2  | Q1  |
| Одиночний розряд | 280 | 180 | 110 | 60 | 30  | 1    | 18  | 12  | 1   |
| Парний розряд    | 280 | 180 | 110 | 60 | 1   | Н/Д  | Н/Д | Н/Д | Н/Д |

### Призові гроші
| Дисципліна       | П       | Ф       | ПФ      | ЧФ     | 1/8    | 1/161  | Q2     | Q1   |
| Одиночний розряд | $43,000 | $21,400 | $11,500 | $6,200 | $3,420 | $2,220 | $1,285 | $750 |
| Парний розряд *  | $12,300 | $6,400  | $3,435  | $1,820 | $960   | Н/Д    | Н/Д    | Н/Д  |

1 Кваліфаєри отримують і призові гроші 1/16 фіналу

* на пару

## Учасниці основної сітки в одиночному розряді

### Сіяні
| Країна     | Гравчиня               | Рейтинг1 | Сіяна |
| ---------- | ---------------------- | -------- | ----- |
| Чехія      | Луціє Шафарова         | 6        | 1     |
| Данія      | Каролін Возняцкі       | 11       | 2     |
| Італія     | Роберта Вінчі          | 16       | 3     |
| Німеччина  | Андреа Петкович        | 21       | 4     |
| Словаччина | Анна Кароліна Шмідлова | 27       | 5     |
| Італія     | Каміла Джорджі         | 31       | 6     |
| Росія      | Анастасія Павлюченкова | 32       | 7     |
| Чехія      | Барбора Стрицова       | 34       | 8     |

- Рейтинг станом на 5 жовтня 2015

### Інші учасниці
Нижче наведено учасниць, які отримали вайлдкард на участь в основній сітці:
- Барбара Гаас
- Таміра Пашек
- Андреа Петкович
- Луціє Шафарова

Нижче наведено гравчинь, які пробились в основну сітку через стадію кваліфікації:
- Кікі Бертенс
- Клара Коукалова
- Александра Крунич
- Стефані Фегеле

Як щасливий лузер в основну сітку потрапили такі гравчині:
- Джоанна Конта

### Знялись з турніру
До початку турніру
- Сара Еррані →її замінила  Кірстен Фліпкенс
- Даніела Гантухова →її замінила  Анна-Лена Фрідзам
- Медісон Кіз →її замінила  Місакі Дой
- Карін Кнапп →її замінила  Маргарита Гаспарян
- Цветана Піронкова →її замінила  Андрея Міту
- Анна Кароліна Шмідлова (вірусне захворювання) → її замінила  Джоанна Конта

## Учасниці основної сітки в парному розряді

### Сіяні
| Країна    | Гравчиня                | Країна  | Гравчиня              | Рейтинг1 | Сіяна |
| --------- | ----------------------- | ------- | --------------------- | -------- | ----- |
| США       | Ракель Копс-Джонс       | США     | Абігейл Спірс         | 31       | 1     |
| Чехія     | Андреа Главачкова       | Чехія   | Луціє Градецька       | 41       | 2     |
| Іспанія   | Анабель Медіна Гаррігес | Іспанія | Аранча Парра Сантонха | 65       | 3     |
| Німеччина | Юлія Гергес             | Швеція  | Юганна Ларссон        | 66       | 4     |

- 1 Рейтинг подано станом на 5 жовтня 2015

### Інші учасниці
Нижче наведено пари, які отримали вайлдкард на участь в основній сітці:
- Анніка Бек /  Таміра Пашек
- Сандра Клеменшиц /  Каріна Віттгефт

## Переможниці

### Одиночний розряд
- Анастасія Павлюченкова —  Анна-Лена Фрідзам, 6–4, 6–3

### Парний розряд
- Ракель Копс-Джонс /  Абігейл Спірс —   Андреа Главачкова /  Луціє Градецька, 6–3, 7–5